# فرانکنشتاین (فیلم ۲۰۰۴)
فرانکنشتاین (انگلیسی: Frankenstein) فیلمی تلویزیونی در سبک ترسناک به کارگردانی مارکوس نیسپل است که در سال ۲۰۰۴ منتشر شد.

## بازیگران
- پارکر پوزی
- وینسنت پرز
- توماس کرتشمن
- آدام گلدبرگ
- ایوانا ملیسویک
- مایکل مدسن